# Бохумил Модри
Бохумил Модри (чеш. Bohumil Modrý; Праг, 24. септембар 1916 − Праг, 21. јул 1963) био је чехословачки хокејаша на леду. Играо је на позицији голмана и својевремено је важио за једног од најбољих европских голмана. По образовању је био инжињер архитектуре.
У играчкој каријери која је трајала од 1936. до 1950. са екипом ЛТЦ Праг освојио је чак 11 титула националног првака Чехословачке. У дресу репрезентације Чехословачке освојио је две титуле светског првака, на првенствима 1947. и 1949, те бронзу на СП 1938. године. Био је део олимпијског тима Чехословачке на Зимским олимпијским играма 1948. у швајцарском Санкт Морицу где је освојио сребрну медаљу.
Непосредно пред одлазак на светско првенство 1950. у Лондон чехословачка тајна служба је ухапсила цео национални тим под оптужбом за издају и покушај бекства из земље. Модром је првобитно одређен притвор од 8 месеци, а казна је убрзо преиначена у 15 година затвора. Казну је служио у радном кампу рудника урана у граду Јахимову. Како му је због утицаја радиоактивности у руднику здравље било озбиљно угрожено, након 5 година пуштен је на слободу. Преминуо је од последица изложености радиоактивним елементима у 46. години живота. Рехабилитован је пет година након смрти.
Због својих заслуга за развој хокејашког спорта у својој земљи 2011. је увршетн у „Хокејашку кућу славних ИИХФ-а”.